# 2298 Cindijon
2298 Cindijon (A915 TA) là một tiểu hành tinh vành đai chính được phát hiện ngày 2 tháng 10 năm 1915 bởi Max Wolf ở Heidelberg.